# Кочкиновка
Кочкиновка — посёлок в Большечерниговском районе Самарской области. Входит в состав сельского поселения Большая Черниговка.

## История
В 1798 года по решению Саратовской палаты по реке Большой Иргиз были выделены земли в распоряжение башкирских семей, переселившихся из Курпач-Табынской волости Белебеевского уезда Оренбургской губернии. Они основали четыре башкирских аула: Утекаево, Имелеевка, Кинзягулово, Кочкиновка.

## Население
| 2010 | 2011 | 2012 | 2013 | 2014 | 2015 | 2016 |
| ---- | ---- | ---- | ---- | ---- | ---- | ---- |
| 183  | ↘154 | ↘150 | ↗152 | ↗169 | →169 | →169 |

Проживают башкиры.